# Infesta (Paredes de Coura)
Infesta es una freguesia portuguesa del municipio de Paredes de Coura, con 5,65 km² de área y 445 habitantes (2001). Densidad poblacional: 78,8 h/km².
- Datos: Q1662377
- Multimedia: Infesta (Paredes de Coura) / Q1662377